# Distracción
Distracción is een gemeente in het Colombiaanse departement La Guajira. De gemeente, gelegen aan de rivier de Ranchería, telt 12.023 inwoners (2005). Er wordt rijst geproduceerd in de gemeente.
Albania · Barrancas · Dibulla · Distracción · El Molino · Fonseca · Hatonuevo · La Jagua del Pilar · Maicao · Manaure · Riohacha · San Juan del Cesar · Uribia · Urumita · Villanueva